# مؤتمر المائدة المستديرة
مؤتمر المائدة المستديرة، مؤتمر عقد في 7 فبراير 1939م لمناقشة القضية الفلسطينية، بين كلًا من مندوبي مصر والعراق والأردن والسعودية واليمن، ومندوبين بريطانيين في قصر سانت جيمس في لندن، رفض المندوبون العرب الجلوس مع مندوبين من الوكالة اليهودية لفلسطين. حضر عن العراق رئيس الوزراء؛ نوري السعيد، وعن مصر الأمير محمد عبد المنعم، وعلي ماهر باشا، وعبد الرحمن عزام باشا، وسفير مصر في لندن حسن نشأت باشا، وعن السعودية؛ الأمير فيصل بن عبد العزيز، وعن الأردن رئيس الوزراء توفيق أبو الهدى، وعن فلسطين جمال الحسيني، ومعه بعض القيادات الفلسطينية. 